# 1853年逝世人物列表
1853年逝世人物列表：1月 - 2月 - 3月 - 4月 - 5月 - 6月 - 7月 - 8月 - 9月 - 10月 - 11月 - 12月
下面是1853年逝世的知名人士列表。

## 1月

### 8日
- 米哈伊·貝爾塔拉尼茨，匈牙利王國斯洛維尼亞語（Prekmurje Slovene）詩人

### 16日
- 馬泰奧·卡爾卡西，義大利作曲家
- 奧地利大公萊納·約瑟夫，奧地利大公，匈牙利和波希米亞皇家親王
- 羅伯特·盧卡斯，美國俄亥俄州州長

### 19日
- 卡爾·費伯，德國歷史學家

### 22日
- 梅裡·馮·布魯寧克，愛沙尼亞民主人士

## 2月

### 4日
- 巴西公主玛丽亚·阿梅利亚，巴西皇帝佩德羅一世的女兒

### 6日
- 阿纳斯塔西奥·布斯塔曼特，墨西哥第四任總統

### 15日
- 霍恩洛厄-奧林根親王奧古斯

## 3月

### 17日
- 克里斯蒂安·多普勒，奧地利數學家

### 30日
- 阿比蓋爾·菲爾莫爾，美國第一夫人

## 4月

### 18日
- 威廉·鲁福斯·金，美國第13任副總統

### 28日
- 路德維希·蒂克，德國作家

## 5月

### 18日
- 萊昂內爾·基謝里茨基，波羅的海-德國國際象棋選手

## 6月

### 2日
- 盧卡斯·阿拉曼，墨西哥政治家、歷史學家
- 亨利·特雷弗，第21代達克雷男爵，英國貴族，士兵

### 7日
- 朱塞佩娜·隆齊·德·貝格尼斯，義大利歌劇演唱家

### 8日
- 霍華德·維斯，英國士兵和埃及學家

### 27日
- 路易斯·布萊恩·亞當斯，英國畫家

## 7月

### 27日
- 德川家慶，日本德川幕府第12代幕府將軍

## 8月

### 9日
- 約瑟夫·瑪麗亞·霍恩-弗倫斯基，波蘭哲學家

### 19日
- 喬治·科伯恩，英國海軍司令

### 21日
- 瑪麗亞·奎特裡亞，巴西民族女英雄

### 23日
- 亚历山大·考尔德，德克薩斯州博蒙特市第一任市長

### 29日
- 查理斯·詹姆斯·納皮爾，英國陸軍將軍和殖民地行政長官

## 9月

### 3日
- 奥古斯丁·圣-希莱尔，法國植物學家、旅行家

### 6日
- 喬治·布拉德肖，英國時程表出版商

## 10月

### 2日
- 法蘭索瓦·阿拉戈，法國加泰羅尼亞數學家、物理學家、天文學家和政治家

### 3日
- 乔治·翁斯洛，法國作曲家

### 5日
- 马伦·迪克森，美國法官、政治家

### 13日
- Jan Cock Blomhoff，日本出島的荷蘭導演

### 22日
- 胡安·安東尼奧·拉瓦萊哈，烏拉圭軍人、政治人物

### 27日
- 瑪麗亞·懷特·洛厄爾，美國廢奴主義者

## 11月

### 15日
- 葡萄牙女王瑪麗亞二世

## 12月

### 15日
- 格奧爾格·弗裡德里希·格羅特芬德，德國金石學家、語言學家

### 23日
- 朱麗葉·布西埃·拉福雷斯特-庫爾圖瓦，海地記者

## 日期不詳
- Barnard E. Bee， Sr.，美國律師和德克薩斯州反兼並政治家
- 梅塔·福克爾-利伯斯金，德國作家和學者
- 邱二嫂，中國叛軍和軍事指揮官
- 斐迪南多·誇利亞（Ferdinando Quaglia），義大利肖像細密畫家